# Kärrknipprot
Kärrknipprot (Epipactis palustris) är en växtart i familjen orkidéer. 

## Utseende
Denna orkidée har ett helt speciellt utseende. Den blir inte så hög, runt 40 centimeter, men den är slank och har långa, smala blad. Kärrknipprot har jordstammar, och uppträder därför i bestånd där den växer.
Med stora vita blommor och en graciös utformning har bland andra botanikern Axel Blytt räknat den till Norges vackraste blommor. De är vita, stora och sitter i ax med runt tio blommor. Tillsammans gör de ett stort intryck.